# S/2004 S 4
S/2004 S 4 er en af planeten Saturns måner: Den blev opdaget den 9. september 2004 ved hjælp af billeder fra rumsonden Cassini. Kort forinden havde man opdaget objektet S/2004 S 3, og formålet med billedserien var at fastlægge denne månes bane, men mens S/2004 S 3 blev fundet lige uden for F-ringen i Saturns udstrakte system af planetringe, ligger S/2004 S 4 inden for ringen. Man ved ikke om måner uden videre kan krydse ringene, så man formoder at der er tale om to forskellige objekter – dog kan det ikke udelukkes at der faktisk er tale om én og samme måne, som i givet fald har en bane der skærer F-ringen.
| Naturvidenskab | Spire Denne naturvidenskabsartikel er en spire som bør udbygges. Du er velkommen til at hjælpe Wikipedia ved at udvide den. |